# Pedro Feliciano
Pour les articles homonymes, voir Feliciano.
Pedro Juan Feliciano Molina (né le 25 août 1976 à Rio Piedras, à Porto Rico, et mort le 8 novembre 2021, à Vega Alta, Porto Rico) est un lanceur porto-ricain de relève gaucher au baseball. Il a joué dans les Ligues majeures pendant huit saisons entre 2002 et 2013.

## Ligues majeures de baseball
Pedro Feliciano passe par plusieurs franchises de la MLB avant d'atteindre les majeures. Il est un choix de 31e ronde des Dodgers de Los Angeles en 1995 et joue en ligues mineures pour cette organisation jusqu'en 2001. Libéré de son contrat, il signe avec les Reds de Cincinnati qui l'échangent aux Mets de New York en août 2002 dans une transaction à plusieurs joueurs. Il fait son entrée dans les grandes ligues le 4 septembre 2002 et lance six parties en fin de saison pour New York. Soumis au ballottage par les Mets à l'automne, il est réclamé par les Tigers de Detroit, qui le laissent tomber par la suite. Feliciano revient alors dans l'organisation des Mets, avec qui il signe un contrat au début 2003.
Le releveur gaucher joue une vingtaine de parties durant les saisons 2003 et 2004 avant de s'expatrier en Asie pour une année. De retour aux États-Unis en 2006, il s'impose comme l'un des lanceurs les plus fiables de l'enclos de relève des Mets. Durant la saison 2006, il apparaît dans 64 parties et maintient une excellente moyenne de points mérités de 2,06 en 60 manches et un tiers lancées. Il remporte de plus 7 victoires, contre à peine 2 défaites. Il fait 6 présences au monticule lors des séries éliminatoires, étant crédité d'une victoire en Série de division contre les Dodgers de Los Angeles.
En 2007, sa fiche victoires-défaites est de 2-2 avec une moyenne de points mérités de 3,09 en 78 sorties et 64 manches lancées. Il réussit son premier sauvetage en carrière bien qu'il ne soit habituellement pas affecté au rôle de stoppeur. En 2008 et 2009, il est le releveur des Ligues majeures qui apparaît dans le plus grand nombre de matchs (86 puis 88) et il affiche des moyennes de 4,05 et 3,03.
En raison de l'utilisation fréquente qu'en ont fait les Mets dans les récentes saisons et sa capacité à lancer avec peu ou pas de jours de repos, Feliciano a reçu le surnom Perpetual Pedro.
En 2010, Feliciano est pour la troisième saison consécutive le lanceur utilisé le plus souvent dans les majeures. Il apparaît dans 92 parties et affiche une moyenne de points mérités de 3,30 en 62,2 manches lancées. Son contrat avec les Mets venant à échéance après la saison, il devient joueur autonome en novembre.
Le 3 janvier 2011, il s'entend pour deux saisons et une année d'option avec les Yankees de New York.

## International
En 2005, Pedro Feliciano a joué au Japon pour les Fukuoka SoftBank Hawks de la NPB.
Feliciano a participé aux Classiques mondiales de baseball de 2006 et 2009 avec l'équipe de Porto Rico.